# Kees van der Staaij

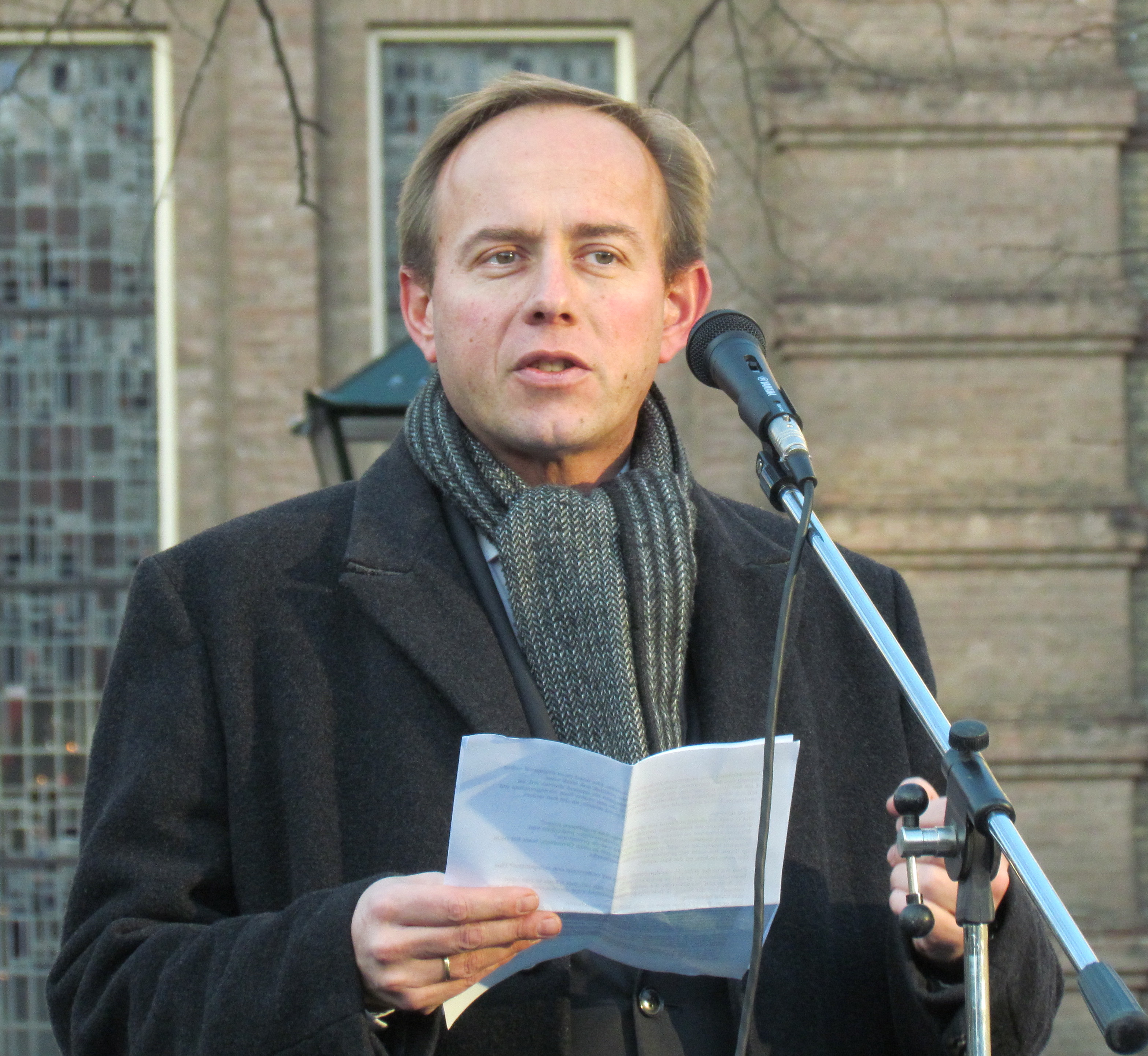
Kees van der Staaij im Jahr 2011

Cornelis Gerrit (Kees) van der Staaij (* 12. September 1968 in Vlaardingen) ist ein niederländischer Politiker. Er ist Mitglied der Staatkundig Gereformeerde Partij (SGP).
Van der Staaij studierte an der Universität Leiden und spezialisierte sich in Staatsrecht und Verwaltungsrecht. Immer schon interessiert an Politik, schloss er sich 1986 der SGP an.
Nachdem er verschiedene Aufgaben beim Raad van State ausgeübt hatte, wurde er 1998 in die Zweite Kammer des niederländischen Parlaments gewählt und ist seit dem 19. Mai 1998 Abgeordneter. Seit dem 27. März 2010 ist er Parteiführer und seit dem 10. Mai 2010 auch Fraktionsvorsitzender, in beiden Fällen als Nachfolger von Bas van der Vlies. Er war damit der Spitzenkandidat der SGP bei den niederländischen Parlamentswahlen 2010.
Kees van der Staaij ist seit September 1994 mit Marlies van Ree verheiratet und hat zwei adoptierte Kinder. Er ist Mitglied der Altreformierten Gemeinden in den Niederlanden und lebt in Benthuizen.